# La Haye-de-Calleville
La Haye-de-Calleville è un comune francese di 306 abitanti situato nel dipartimento dell'Eure nella regione della Normandia.

## Società

### Evoluzione demografica
Abitanti censiti